# تاتا هیتاچی
تاتا هیتاچی (انگلیسی: Tata Hitachi) شرکت صنایع سنگین هندی است، که در سال ۱۹۶۱ تأسیس شد.